# Genas
Genas là một xã thuộc tỉnh Rhône trong vùng Rhône-Alpes phía đông nước Pháp. Xã này nằm ở khu vực có độ cao trung bình 218 mét trên mực nước biển.
Genas có cự ly khoảng 14 km về phía đông đông nam thành phố Lyon. Xã gồm các làng Azieu và Vurey, dân số năm 2006 là 11.562 người.
Genas kết nghĩa với Ronshausen ở Đức.